# Mederyk z Autun
Mederyk z Autun (fr.) Saint Médéric – żyjący w VII wieku opat klasztoru w Autun, francuski benedyktyn, święty katolicki.
Informacje o postaci Mederyka pochodzą z późnego żywota spisanego w X wieku. Według tego źródła miał pochodzić z Autun i tam w wieku trzynastu lat, wstąpić do zakonu benedyktynów w klasztorze Saint-Martin d'Autun. Następnie miał opuścić klasztor, szukając w eremie schronienia przed rozgłosem, jaki zaczął go otaczać w związku z przypisywanymi mu cudami. Na urząd opata powrócił do macierzystego opactwa na polecenie biskupa, który zagroził mu ekskomuniką w przypadku nieposłuszeństwa. Po złożeniu obowiązków w związku z podeszłym już wiekiem, udał się z pielgrzymką do grobu Świętego Dionizego i miejsca spoczynku relikwii założyciela opactwa w Autun św. Symforiana. W wyprawie towarzyszył mu późniejszy święty Frodulf. Wespół, pod Paryżem utworzyli pustelnię, na której miejscu po śmierci Mederyka powstała kaplica, a później Kościół i klasztor Saint Merri w Paryżu. Zmarł 29 sierpnia około 700 r. w Paryżu po trzech latach choroby.
W ikonografii przedstawiany jest jako pustelnik.
Translacji dokonano w 884 r. do wybudowanej świątyni Saint Merri.
Czczony jako orędownik cierpiących na choroby wewnętrzne.
W Kościele katolickim wspomnienie liturgiczne obchodzone jest w dies natalis (29 sierpnia).